# Meinhard al III-lea, Conte de Tirol
Meinhard al III-lea (n. 1344, Landshut – d. 13 ianuarie 1363, Castelul Tirol, Merano) aparținând Casei de Wittlesbach, a fost duce al Bavariei Superioare și conte de Tirol din 1361 până în 1363.

## Biografie

### Copilăria
Meinhard a fost fiul Margaretei de Tirol și al ducelui Bavariei Ludovic al V-lea de Brandenburg (d.1361), fiind astfel ultimul conte de Tirol din Casa de Gorizia pe linie maternă (din 1363 comitatul Tirol s-a aflat sub conducerea Casei de Habsburg).
Meinhard și-a petrecut cea mai mare parte a copilăriei în Tirol și din 1354 până în 1357 la Viena la curtea Habsburgilor cu care se înrudea și unde se afla viitoarea sa soție. (La acea vreme se obișnuia ca membrii înaltei nobilimi să fie crescuți și educați la curțile unde cârmuiau prieteni sau rude ale familiei.) În 1357 Ludovic și Margareta și-au vizitat fiul și viitoarea noră la Viena.
În iunie 1359 Meinhard s-a căsătorit la Passau cu Margareta de Austria (1344–1366), fiica ducelui austriac Albert al II-lea. Această căsătorie a pecetluit alianța părinților săi cu familia de Habsburg care a negociat ridicarea excomunicării acestora. Foarte probabil frații lui Meinhard muriseră toți până la acea dată deoarece documentele nu îi menționează.

### Domnia
După ce tatăl său, Ludovic al V-lea, a murit în septembrie 1361, Meinhard i-a succedat în Bavaria Superioară și în Tirol, fiind puternic influențat de rudele sale din familia Wittelsbach, în special de nobilii apropiați vărului său, Frederic. O parte dintre nobilii bavarezi nu erau de acord cu extinderea puterii familiei de Gorizia și au cerut ajutorul lui Ștefan al II-lea, tatăl lui Frederic, care a intervenit pe 5 mai 1362. Meinhard a plecat temporar în Tirol pentru a evita un conflict cu unchiul său Ștefan. Relația lui Meinhard cu mama sa se deteriorase încă de la începutul anului 1362. Aceasta îl vizitase la Nürnberg pe împăratul Carol al IV-lea care anterior fusese multă vreme oponentul ei și îi întâlnise, de asemenea, la Regensburg pe ducii de Wittelsbach, Ștefan al II-lea și Ruprecht I. Împăratul a încercat să-l influențeze pe tânărul duce și a sprijinit asocierea lui Frederic de Wittlesbach cu Meinhard, acordându-le ambilor privilegii.
După ce a rămas o perioadă de timp în Vohburg, Meinhard s-a întors la München în iunie 1362, la solicitarea ducelui Ștefan al II-lea. Acolo s-a întâlnit în august cu mama și cumnatul său, ducele Rudolf al IV-lea al Austriei. În octombrie Meinhard a plecat înapoi în Tirol, comitatul mamei sale, chemat de unii nobili tirolezi, cu acordul Habsburgilor și fără știrea unchiului său. În iunie Meinhard îl numise deja pe Ulrich al IV-lea de Matsch landeshauptmann al Tirolului, administrarea fiind în responsabilitatea lui Johann de Liechtenwerth, prepozit al catedralei din Brixen și susținător al Habsburgilor. Se presupune că Meinhard a distrus mai multe castele tiroleze când a înăbușit o revoltă a nobilimii. Sigur este că unii nobili și-au pierdut funcțiile și teritoriile. Consilierii Conrad Frauenberger și Conrad Kummersbrucker au fost arestați din ordinul lui Meinhard și predați ducelui Rudolf al IV-lea de Habsburg probabil pentru că erau apropiați ai ducelui Ștefan al II-lea. În noiembrie Meinhard s-a întâlnit la Hall cu mama sa și au călătorit împreună la Castelul Tirol. În 1362 piețele și orașele din Tirol au câștigat importanță fiind incluse în Stările Provinciale.

### Moartea și succesiunea
În decembrie 1362 starea de sănătate a lui Meinhard s-a deteriorat, iar certificatele emise de el au fost de fapt din ce în ce mai mult semnate de înlocuitori ai săi. Meinhard s-a mutat pe 7 ianuarie 1363 la Merano unde clima era mai blândă, în timp ce cumnatul său Rudolf al IV-lea se îndrepta deja spre Tirol. Pe 11 ianuarie Meinhard i-a confirmat lui Frederic de Greifenstein toate privilegiile acordate acestuia de tatăl său continuând să emită certificate și în ziua următoare. Pe 13 ianuarie Meinhard a murit la Merano sau în Castelul Tirol de lângă Merano. Moartea sa a fost atribuită de contemporani otrăvirii.
Mama lui Meinhard, Margareta, a moștenit comitatul Tirol după moartea timpurie a fiului ei, dar a fost privată de dreturile sale de un consiliu al nobililor după numai câteva zile. Tot în ianuarie 1363 la Bozen, Tirolul a fost atribuit lui Rudolf al IV-lea de Habsburg, fratele nurorii ei, împotriva pretențiilor lui Meinhard al VI-lea de Gorizia și ale familiei bavareze de Wittlesbach. Contrar înțelegerii încheiate prin Tratatul de la Landsberg, Bavaria Superioară a revenit lui Ștefan al II-lea, unchiul lui Meinhard. În 1363 acesta a ocupat și Tirolul pe care l-a cedat Habsburgilor în 1369 prin Tratatul de la Schärding, după un lung război, până la al cărui sfârșit Rudolf al IV-lea nu avea să mai trăiască.
Se presupune că Meinhard a fost înmormântat în Mănăstirea Stams în Tirol (fondată de familia sa), dar locul nu a fost stabilit cu certitudine.